# 奧皮爾河

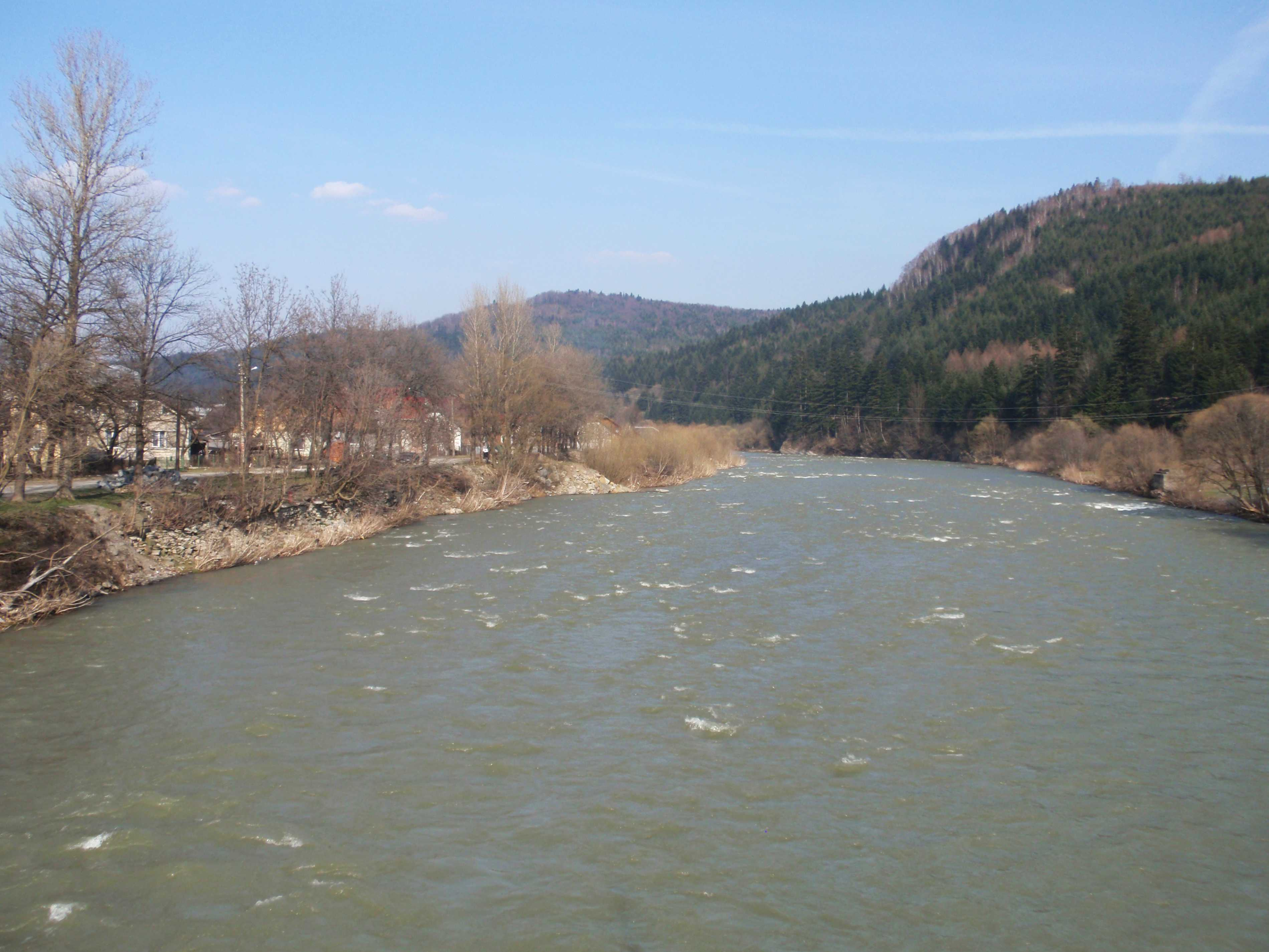

奧皮爾河（烏克蘭語：Опір），是烏克蘭西部的河流，屬於斯特雷河的右支流。該河發源自奧波雷茨以南，流經利維夫州的斯特雷區，河道全長58公里，流域面積843平方公里。